# Nico Geelkerken
Nicolaas Gerardus (Nico) Geelkerken (Hilversum, 26 februari 1907 – Leiden, 27 juni 1998) was een Leids advocaat en antirevolutionair politicus.
Nico Geelkerken was een zoon van Johannes Gerardus Geelkerken, een prominent predikant betrokken bij conflict dat leidde het ontstaan van de Gereformeerde Kerken in Hersteld Verband, en Ida Jacoba Kardoes. Hij volgde het gymnasium aan het Gereformeerd Gymnasium te Amsterdam (tot 1926) en studeerde handelsrecht aan de Vrije Universiteit. In 1932 promoveerde hij aan dezelfde universiteit in de rechtsgeleerdheid. Hij vestigde zichzelf datzelfde jaar als advocaat en procureur in Leiden bij het advocatenkantoor "Briët, Geelkerken en De Graaf". In het Leids maatschappelijk leven vervulde hij diverse functies, zo bekleedde hij het voorzitterschap van de lokale Christelijke Oranjevereeniging. In 1937 trouwde hij met Irma Brusse, met wie hij een zoon en een dochter kreeg. Zijn vrouw was van 1961 tot 1974 lid van de Leidse gemeenteraad en enige tijd fractievoorzitter.
Van 1958 tot 1966 was Geelkerken lid van de Provinciale Staten van Zuid-Holland namens de Anti-Revolutionaire Partij. In 1956 en 1959 was hij verkiesbaar voor de Tweede Kamer der Staten-Generaal namens de ARP, maar het zou nog duren tot 1963 tot hij daadwerkelijk zou worden verkozen; hij zou lid blijven tot 1972. In de Kamer was hij woordvoerder justitie, buitenlandse zaken en NAVO-aangelegenheden. Uit dien hoofde was hij ook korte tijd lid van de Noord-Atlantische Assamblée, de Raadgevende Vergadering van de Raad van Europa en West-Europese Unie en was hij een jaar voorzitter van de Raadgevende Interparlementaire Beneluxraad.
Geelkerken was tevens reserve-officier, en ontving twee militaire onderscheidingen en de erepenning van de Raad van Europa.